# Karl Reiniger
Karl Reiniger (* 9. April 1910; † 25. Mai 1995) war ein Schweizer Geher.
Im 50-km-Gehen wurde er bei den Olympischen Spielen 1936 in Berlin Siebter mit seiner persönlichen Bestzeit von 4:40:45 h.